# Janów (Elbląg)
Janów (deutsch: Hansdorf, früher auch Hannsdorf) ist ein Dorf in der Landgemeinde Elbląg (Elbing)  im Powiat Elbląski (Elbinger Kreis) der polnischen Woiwodschaft Ermland-Masuren.

## Geographische Lage
Das Dorf liegt im ehemaligen Westpreußen,  am Rande der Elbingschen Höhe, etwa 9 Kilometer südöstlich der Stadt Elbląg und grenzt mit seiner Feldmark an den Drausensee.

## Geschichte

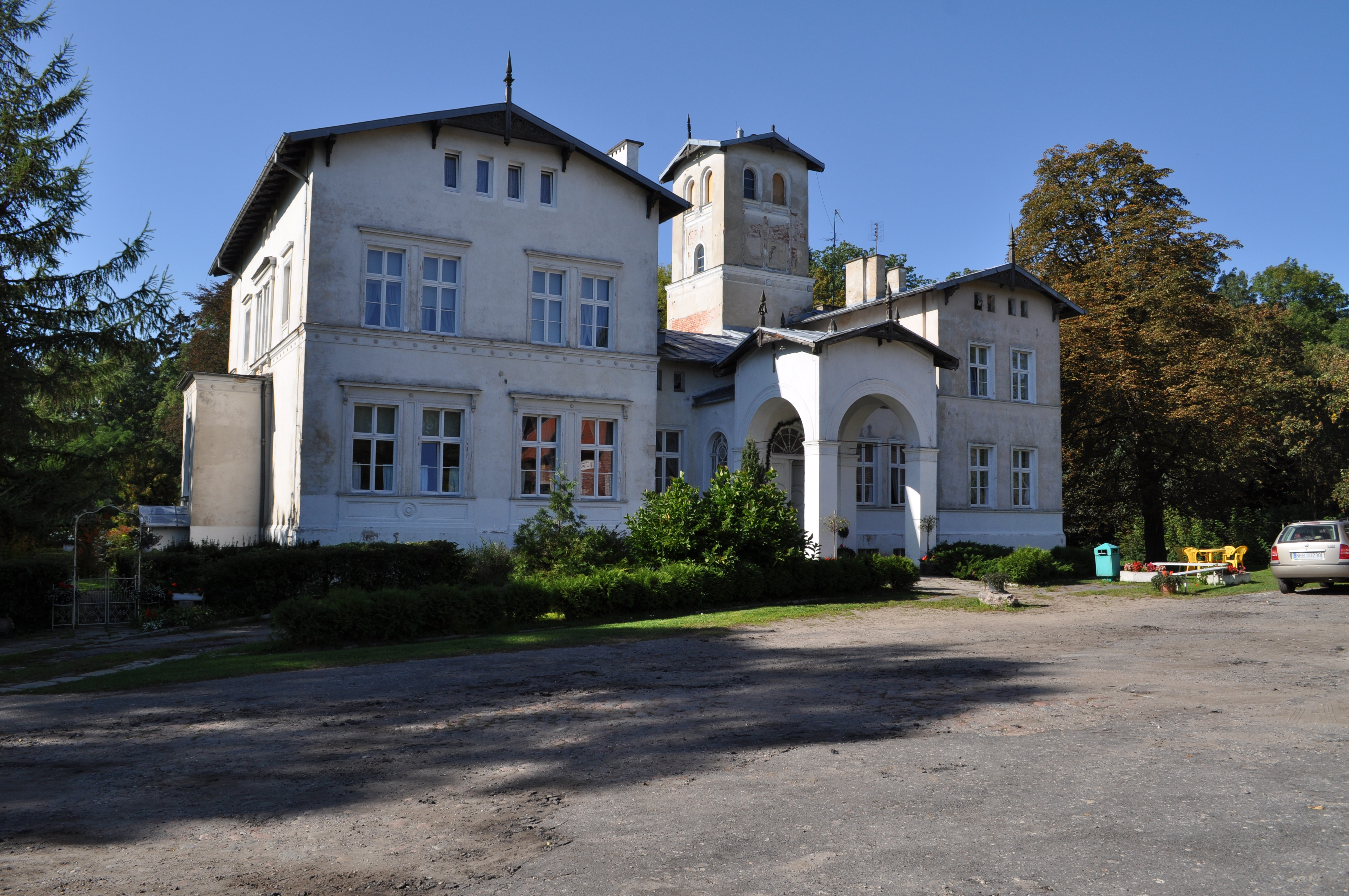
Ehemaliges Gutshaus Hansdorf (2011)

Hansdorf (Hansd.), südöstlich von Elbing und nordwestlich von Preußisch Holland, auf einer Landkarte von 1910

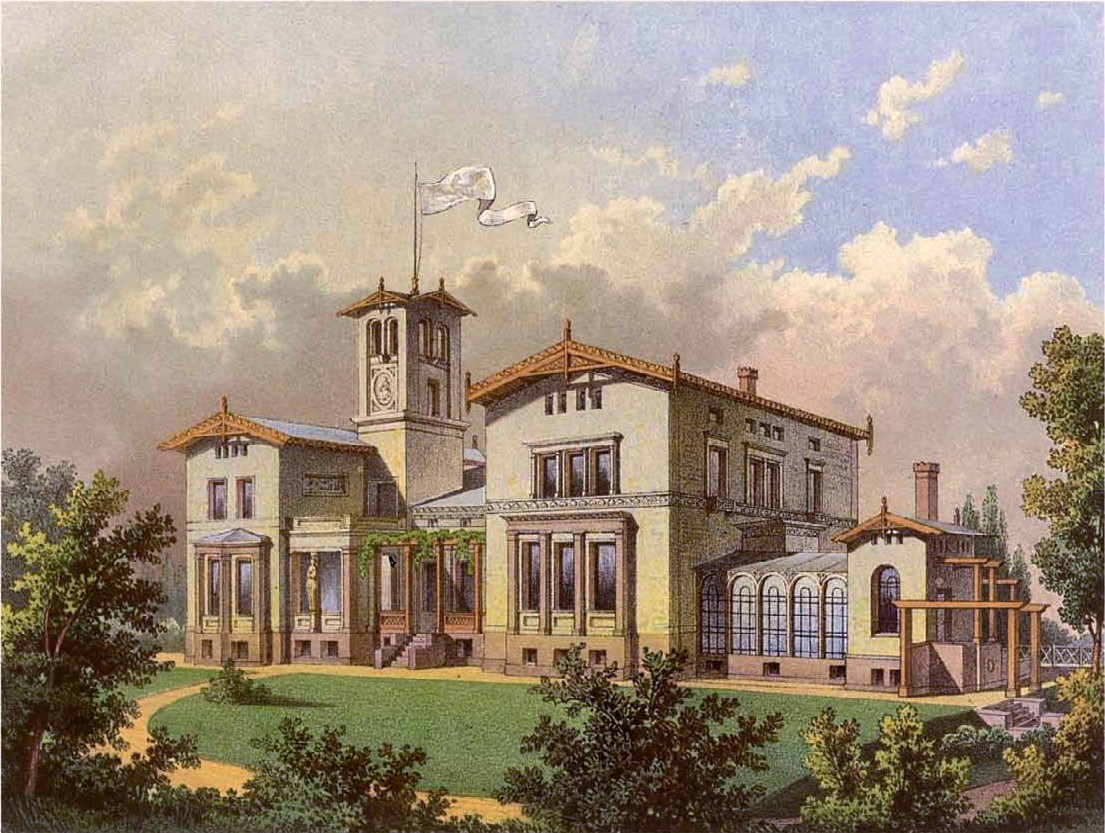
Rittergut Hansdorf um 1860, Sammlung Alexander Duncker

In der Gegend am Frischen Haff, um Elbing und den Drausensee, in der Hansdorf liegt, wurden im 19. Jahrhundert Gräberfelder der Vorzeit gefunden und wissenschaftlich ausgewertet; auf der Feldmark des Ritterguts Hansdorf wurde Anfang des Jahres 1897 ein großes Skelett-Gräberfeld aus den ersten Jahrhunderten n. Chr. mit Beigaben aller Art entdeckt.
Hansdorf war eine vom Elbinger Stadtgebiet umgebene Enklave, die sich schon vor 1448 im Besitz des Ordensspitals in Preußisch Holland befand. Im Jahr 1565 verlieh es Herzog Albrecht (1490–1568) dem Jakob von Alexwangen im Austausch gegen zwei diesem zugehörige Dörfer im Samland. 1589
kaufte es der Elbinger Ratsherr Johann Bodecker oder Böttcher; von da ab bis 1825 blieb es im Besitz der Familie v. Bodeck. Vor dem 1. Juli 1818 hatte das Rittergut Hansdorf zu Ostpreußen gehört.
Am Nachmittag des 21. März 1707 zwischen zwei und drei Uhr brannte Hansdorf ab.
Im Jahr 1785 wird Hansdorf als ein mitten im Elbinger Stadtgebiet am Drausensee gelegenes, eine Meile von Elbing entferntes adliges Gut, Vorwerk und Dorf mit einer Wassermühle, dem größten Obstgarten in Preußen und 27 Feuerstellen (Haushaltungen) beschrieben. Der Flächeninhalt des Obstgartens betrug etwa eine Hufe. Auch noch 1844 galt Hansdorf als Dorf mit dem größten Obstgarten in der Provinz Preußen.
Um die Wende vom 19. zum 20. Jahrhundert befand sich das Rittergut Hansdorf im Besitz von Paul Borowski.
Das Gut Hansdorf hatte am 1. Dezember 1913 eine Flächengröße von 283 Hektar und 13 viehhaltende Haushaltungen; gezählt wurden unter anderem 36 Pferde und 143 Stück Rindvieh. Auf der Gemarkung des Dorfes standen 341 Apfelbäume, 87 Birnbäume, 153 Pflaumen- und Zwetschgenbäume sowie 36 Kirschbäume. Am 16. Juni 1925 hatte der Gutsbezirk 126 Einwohner.

Ehemaliges Gut Hansdorf
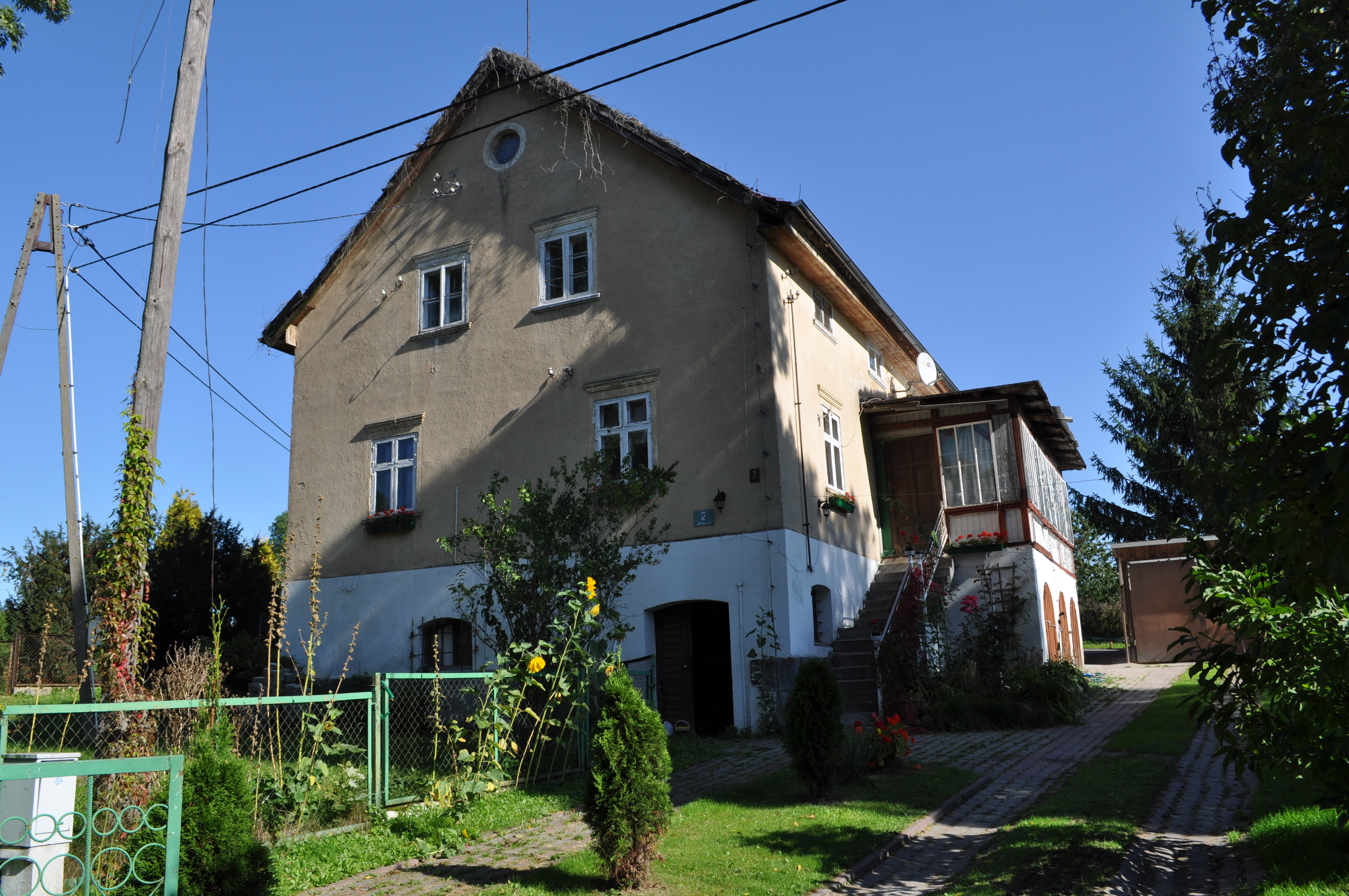
Verwaltungsgebäude (2011)
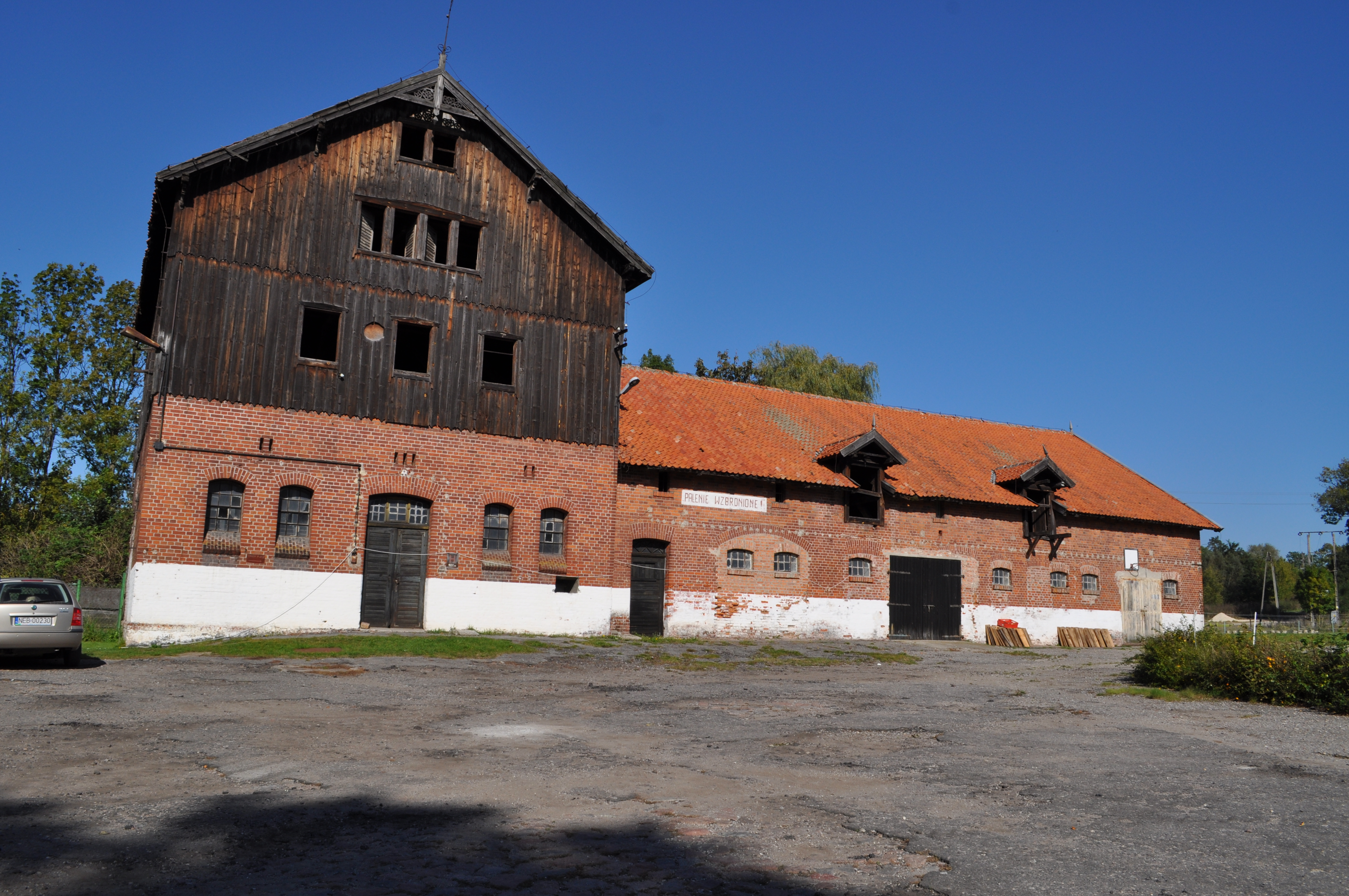
Wirtschaftsgebäude (2011)
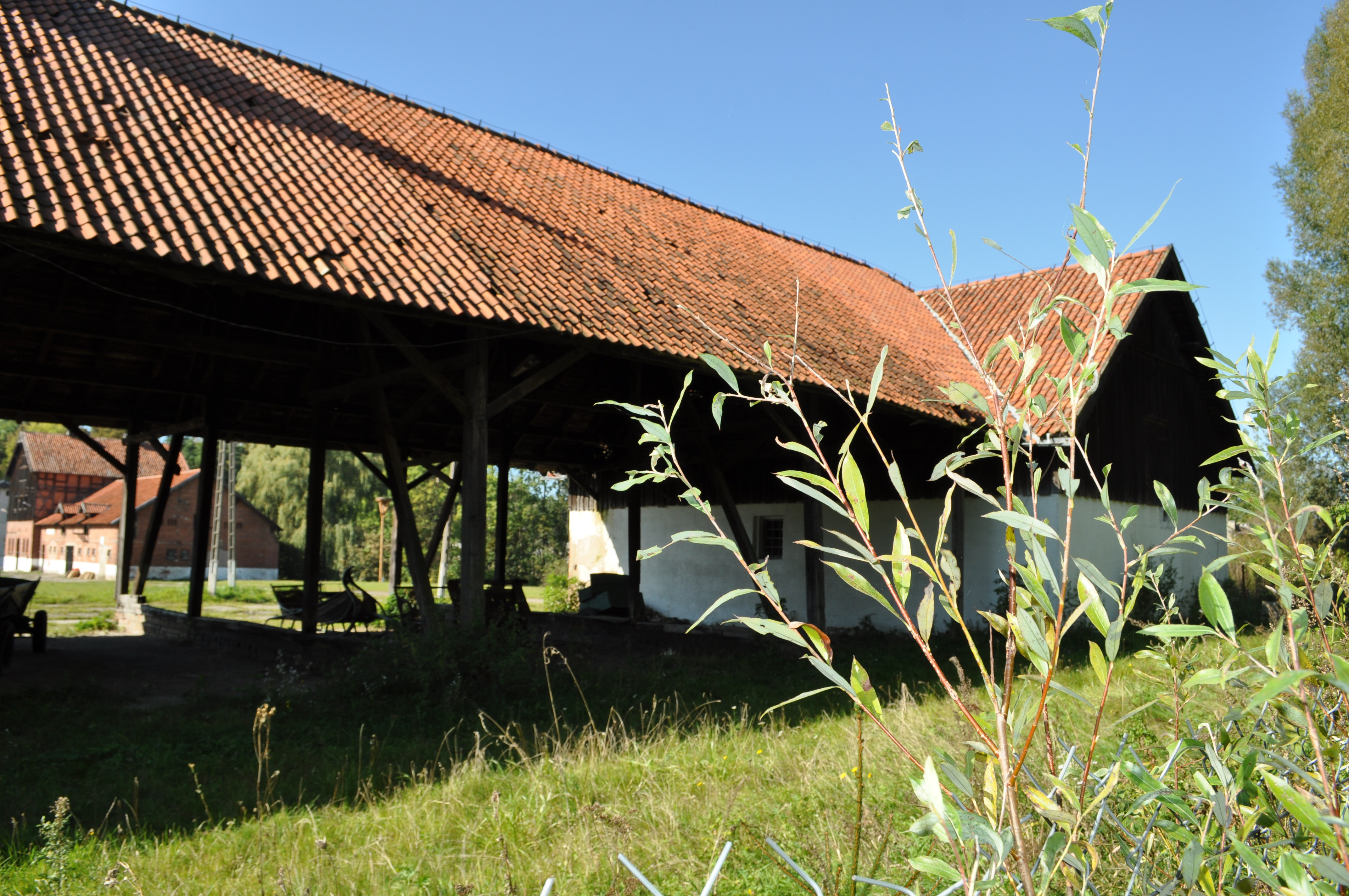
Remise (2011)
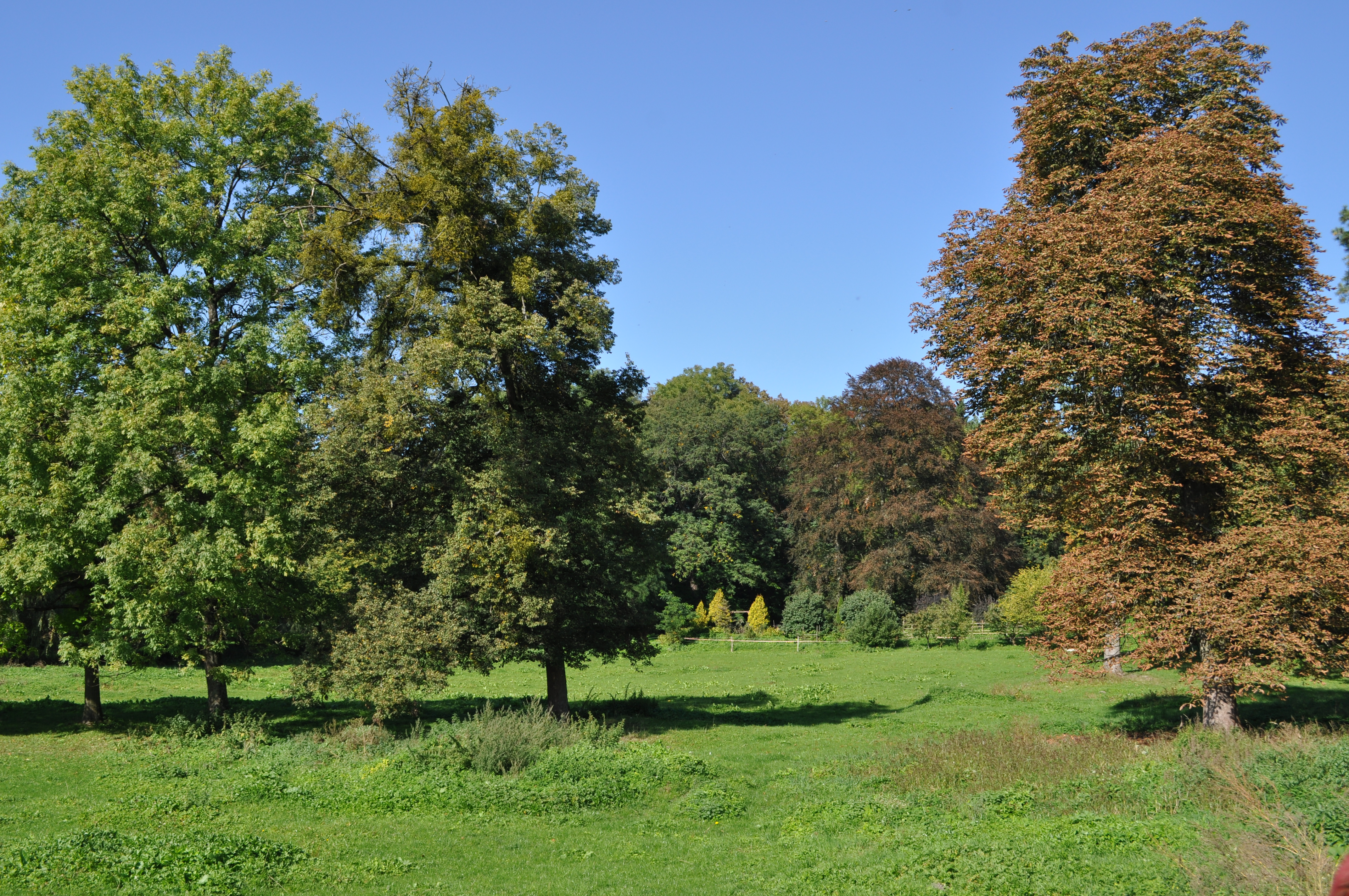
Park (2011)

Der Gutsbezirk Hansdorf wurde am 30. September 1928 in die Landgemeinde Kämmersdorf eingegliedert.
Vor Ende des Zweiten Weltkriegs gehörte der Wohnplatz Hansdorf in der Landgemeinde Kämmersdorf zum Landkreis Elbing im Reichsgau Danzig-Westpreußen im Regierungsbezirk Danzig des Deutschen Reichs.
Gegen Ende des Zweiten Weltkriegs wurde die Region im Frühjahr 1945 von der Roten Armee besetzt. Anschließend wurde Hansdorf zusammen mit Kämmersdorf und der gesamten südlichen Hälfte Ostpreußens von der Sowjetunion besatzungsrechtlich der Volksrepublik Polen  zur Verwaltung überlassen.  Der Ortsname Hansdorf wurde zu Janów polonisiert. In der Folgezeit wurde die einheimische Bevölkerung von der polnischen Administration aus dem Kreisgebiet vertrieben.

### Demographie
| Jahr | Einwohner | Anmerkungen |
| ---- | --------- | --- |
| 1782 | –         | adliges Gut, Vorwerk und Dorf, nebst Wassermühle und dem größten Obstgarten in Preußen, mit 27 Feuerstellen (Haushaltungen), zur Gutsherrschadt Wiese gehörig                   |
| 1818 | 123       | adliges Gut |
| 1864 | 117       | am 3. Dezember, Gutsbezirk, mit einer Flächengröße von 1109 Morgen und 13 Wohngebäuden                                                                                          |
| 1867 | 122       | am 3. Dezember, Rittergut |
| 1871 | 130       | am 1. Dezember, Rittergut, davon 122 Evangelische, sieben Katholiken und ein sonstiger Christ, in 13 Wohngebäuden                                                               |
| 1885 | 162       | am 1. Dezember, Gutsbezirk mit einer Flächengröße von 283 Hektar und 14 Wohngebäuden; davon 147 Evangelische und 15 Katholiken                                                  |
| 1895 | 105       | am 2. Dezember, Gutsbezirk mit einer Flächengröße von 283 Hektar und neun bewohnten Wohngebäuden; davon 80 Evangelische und 25 Katholiken, sämtlich mit deutscher Muttersprache |
| 1910 | 081       | am 1. Dezember, sämtlich mit deutscher Muttersprache |
| 1925 | 126       | Gutsbezirk, am 16. Juni 1925 |